# Цзиньян
Цзинья́н (кит. упр. 金阳, пиньинь Jīnyáng) — уезд Ляншань-Ийского автономного округа провинции Сычуань (КНР). Название уезда связано с тем, что он расположен на южном («янском») берегу реки Цзиньшацзян.

## История
Уезд был в 1952 году выделен из уезда Чжаоцзюэ.

## Административное деление
Уезд Цзиньян делится на 4 посёлка и 30 волостей.